# Vincent Niclo
Vincent Niclo, né le 6 janvier 1975 à Paris, est un chanteur et acteur français. Il est, par ailleurs, animateur à  la télévision depuis 2019.

## Biographie

### Formation, sortie de l'anonymat et premier album
Vincent Niclo est né le 6 janvier 1975 à Paris (France). Il est issu d'une famille d'artistes, participe à son premier concours de chant à cinq ans, apprend la musique dès l'âge de six ans.
D'abord intéressé par le théâtre, il s'inscrit au cours Florent où il bénéficie des enseignements de Raymond Acquaviva. Il suit également le cours Simon et participe à un stage à l'Actors Studio. De plus, Vincent Niclo fait deux ans de danse moderne.
Il décroche son premier rôle au théâtre dans la pièce de Marthe Vandenberg Renaître à Bogota[réf. souhaitée]. Il participe à plusieurs téléfilms ou séries, comme Sous le soleil, Extrême Limite ou Nestor Burma, et au cinéma dans Place Vendôme de Nicole Garcia.
À la suite d'une publicité télévisée pour une compilation disco, Jean-Pierre Pasqualini et Jeff Barnel lui proposent en 1996 d'intégrer le mixband Thats' French[réf. souhaitée]. Avec Rod Janois et Joanna Boumendil, il enregistre Discollector qui sort sur le label Avrep de Pierre-Alain Simon chez BMG[source insuffisante],.
À la suite de sa rencontre avec Thierry Dran de l'Opéra de Paris, il perfectionne sa technique de chant et obtient le rôle de Jim Farrel dans la comédie musicale Titanic en 2001,.
Il enchaîne alors les rôles dans des comédies musicales : Tony pour West Side Story, le Vicomte de Valmont pour Les Liaisons dangereuses, Tristan pour Tristan et Iseut, Roméo Montaigu et la doublure de Roméo dans Roméo et Juliette, de la haine à l'amour. En 2003, le jeune chanteur incarne le rôle qui le révèle au grand public, Rhett Butler dans Autant en emporte le vent.
Après l'échec d'un premier album solo en 2005, Vincent Niclo effectue en 2006 une série de concerts avec un orchestre symphonique et cent cinquante musiciens et choristes dans le cadre de la tournée Night of the Proms ainsi que la première partie sur la tournée des Zéniths de Chimène Badi en décembre de la même année. Fin 2007, TF1 soutient son titre dance Toute la place.

### Collaborations avec les Chœurs de l'Armée rouge MVD et renommée
Après plusieurs expériences scéniques et discographiques, Vincent Niclo veut retourner vers le chant classique.
Il a envie de reprendre des grands airs d'opéra avec des chœurs et se tourne vers les Chœurs de l'Armée rouge MVD. Quelques semaines plus tard[réf. à confirmer], il rencontre Thierry Wolf le producteur et impresario de l'ensemble qui est également Français.
Après cette tournée, les Chœurs de l'Armée rouge MVD et Vincent Niclo enregistrent l'album Opéra Rouge qui rassemble des airs d'opéra et d’autres airs très connus (qui peuvent être de la musique instrumentale transcrite pour la voix) : Nessun dorma de Giacomo Puccini, Carmina Burana de Carl Orff, Adagio d'Albinoni de Remo Giazotto, Caruso de Lucio Dalla, Funiculi Funicula de Luigi Denza.
L'album sort le 24 septembre 2012 et obtient son premier disque de platine le 5 novembre. Le 10 novembre 2012, Vincent Niclo est invité au Kremlin à Moscou pour chanter aux côtés des Chœurs de l'Armée rouge MVD pour la Fête des Armées.
Le 24 novembre 2012, Vincent Niclo reprend la chanson All by Myself avec Les Chœurs devant Céline Dion lors d'une émission sur France 2. À la suite de cette rencontre, Céline Dion propose à Vincent Niclo et aux Chœurs de l'Armée rouge MVD d'assurer la première partie de sa tournée intitulée Tournée Sans Attendre fin 2013.
En mars 2013, Vincent Niclo repart sur les routes françaises avec les Chœurs de l'Armée rouge MVD, pour une tournée de trente-sept représentations. Ils reçoivent un triple disque de platine des mains de leur producteur Thierry Wolf sur la scène du Zénith de Lille pour l'album Opéra Rouge.
Thierry Wolf propose ensuite à Mark Wilkinson, directeur du label allemand Deutsche Grammophon de réaliser un album pour le public allemand[source insuffisante], O Fortuna, qui sort le 18 octobre 2013 en Allemagne.
En parallèle, Vincent Niclo travaille sur un album solo en hommage au ténor Luis Mariano. Nommé Luis, le disque sort en France le 23 septembre 2013. Sur l'album Forever Gentlemen sorti le 21 octobre 2013, il interprète deux titres : I've Got You Under My Skin avec Paul Anka et Dany Brillant ainsi que Fly Me to the Moon avec Corneille et Roch Voisine,.
En février 2014 sort Nos fiançailles, France/Portugal, album de duos de Tony Carreira accompagné par des chanteurs francophones dont Vincent Niclo. Ils chantent Qui Saura (Quem Será),. Il entame le 13 mai 2014 une tournée intitulée Premier rendez-vous.
Du 11 au 14 septembre 2014, au théâtre du Châtelet, il joue Guy[source secondaire souhaitée] dans une nouvelle production des Parapluies de Cherbourg, de Jacques Demy et Michel Legrand, en version musicale symphonique avec l'Orchestre National d'Ile-de-France dirigé par Michel Legrand.
En septembre 2014, il participe au single inédit Kiss & Love au profit du Sidaction,. En novembre 2014, la galette A Musical Affair d'Il Divo est éditée. Plusieurs artistes se joignent au quatuor, dont Hélène Ségara, Florent Pagny, Natasha St-Pier, Anggun, Vincent Niclo et Sonia Lacen.
Le 8 décembre 2014, Vincent Niclo sort son troisième album, Ce que je suis, dont le premier extrait Jusqu'à l'ivresse écrit par Serge Lama et composé par Davide Esposito est présenté quelques mois plus tôt[réf. souhaitée]. Contrairement aux précédents, cet album se compose de chansons inédites et oscille entre la variété française et l'opéra. À l'automne 2015, il participe à la sixième saison de l'émission Danse avec les stars sur TF1, aux côtés de la danseuse Katrina Patchett, et termine septième de la compétition.
Au printemps 2016, Vincent Niclo sort un nouveau single, Je ne sais pas, extrait de son quatrième album intitulé 5.Ø, entièrement composé et réalisé par Pascal Obispo, sorti le 23 septembre 2016.
En 2018, Vincent Niclo reprend en version espagnole le titre de Grace Jones I've Seen That Face Before (Libertango) sous le titre Mi amor (Libertango)[source secondaire souhaitée]. 
Le 26 septembre 2019, il chante avec Laëtitia Milot le titre Loin d'ici,.
En décembre 2020, il sort l’album Esperanto, un clin d’œil à la langue éponyme, avec des séminaristes russes orthodoxes.
En juin 2023, il remporte la cinquième saison de Mask Singer sur TF1, sous le costume du Husky, devenant ainsi le deuxième homme vainqueur dans le programme, après Amaury Vassili.

## Discographie

### Albums studio (en France)
- 2006 : Un nom sur mon visage (1 000 exemplaires vendus)[réf. souhaitée]
- 2012 : Opéra Rouge (disque de platine pour 100 000 exemplaires vendus)[réf. souhaitée]
- 2013 : Luis (double disque de platine pour 200 000 exemplaires vendus)[réf. souhaitée]
- 2014 : Ce que je suis (disque de platine pour 100 000 exemplaires vendus)[réf. souhaitée]
- 2016 : 5.O en hommage à Pascal Obispo (disque de platine pour 100 000 exemplaires vendus)[réf. souhaitée]
- 2018 : Tango (disque d'or pour 50 000 exemplaires vendus)[réf. souhaitée]
- 2019 : Tenor (disque d'or pour 50 000 exemplaires vendus)[réf. souhaitée]
- 2020 : Esperanto (disque de platine pour 100 000 exemplaires vendus)[réf. souhaitée]
- 2021 : 10 Ans déjà
- 2023 : Opéra celte
- 2024 : Bel Canto (Avec le Chœur symphonique)

### Albums studio (à l'étranger)
- 2013 : O Fortuna, avec les Chœurs de l'Armée rouge MVD (Allemagne)
- 2016 : Romantique (Royaume-Uni)
- 2022 : Le Premier Noël ensemble (Québec)

### Albums en public
- 2015 : Premier Rendez-Vous Live (45 000 exemplaires vendus)

### Participations
- 2013 : album Robin des Bois : Gloria (avec Nyco Lilliu)
- 2013 : album Forever Gentlemen : I've Got You Under My Skin (avec Dany Brillant et Paul Anka), Fly Me to the Moon (avec Corneille et Roch Voisine) et Unforgettable (avec Sofia Essaïdi, Bruce Johnson et Damien Sargue)
- 2014 : album Nos fiançailles, France/Portugal : Qui saura (Quem Será) (avec Tony Carreira)
- 2014 : album Forever Gentlemen Volume 2 : La mer (avec Roch Voisine)
- 2014 : album Kiss & Love (multi-interprètes)
- 2014 : album A Musical Affair : Le Temps Des Cathédrales (avec Il Divo)
- 2015 : album Les stars font leur cinéma : She's Like the Wind
- 2015 : album Martin & les Fées : Les Secrets, La Vieille Auberge (avec Paul Ventimila, Véronique Jannot et Lorie Pester) et Tout Est Possible (avec Anggun, Dany Brillant, Garou, Gérard Lenorman, Julie Zenatti, Lisa Angell, Lorie Pester, Natasha St-Pier, Patrick Fiori, Paul Ventimila, Sara Carreira et Véronique Jannot)
- 2015 : album My Christmas : Have Yourself a Merry Little Christmas (avec Plácido Domingo, Sally Herbert, The Czech National Symphony Orchestra)
- 2015 : album Michel Legrand et ses amis : Un parfum de fin du monde
- 2018 : album Hymn : Sogni (avec Sarah Brightman)
- 2020 : album France : There for me, Sogni et Phantom of the Opera (avec Sarah Brightman)

## Filmographie

### Cinéma
- 1998 : Place Vendôme de Nicole Garcia : un serveur

### Télévision
- 1995 : Nestor Burma : Vincent (épisode Nestor Burma et le monstre)
- 1995 : Extrême Limite : Marc (épisodes Secret professionnel, Agression)
- 1999-2000 : Sous le soleil : Maxime (épisodes Sœurs rivales, Des bleus au cœur, La reconquête, Départs).

## Activités audiovisuelles

### Radio
- 2016-2017 : Chanson d'amour[27] sur BBC Radio 2 (Royaume-Uni)
- 2018-2019 : Carte Blanche sur BBC Radio 2 (Royaume-Uni)

### Télévision

#### Animateur
- 2019 : 300 chœurs, spéciale musique classique sur France 3
- 2020 : 300 chœurs pour les fêtes sur France 3
- 2020 : La Chronique sur Mélody avec Jean-Pierre Pasqualini
- 2021 : 300 chœurs pour les fêtes sur France 3
- 2022 : Les stars chantent pour le Sidaction sur France 2
- 2022 : 300 chœurs chantent vos 25 grands airs lyriques préférés sur France 3
- 2023 : Les 50 ans du disco, les stars chantent pour le Sidaction sur France 2 avec Julia Vignali et Jean-Paul Gaultier
- 2024 : Les 30 ans du Sidaction sur France 2 : coanimation avec Muriel Robin et Daphné Burki

#### Participant / candidat
- 2013 : Miss France 2014 sur TF1 : juré
- 2015 : Danse avec les stars (saison 6) sur TF1 : candidat
- 2016 : Stars au grand air sur TF1 : participant
- 2022 et 2023 : Le Grand Concours des régions - "Quelle sera la meilleure danse folklorique ?"  sur France 3 : juré
- 2023 : Mask Singer sur TF1 : Husky, gagnant de la cinquième saison
- 2024 : Le Grand Concours des régions - "Quel sera le meilleur chant folklorique de France ?"  sur France 3 : juré